# 黑端旋螺
黑端旋螺（学名：Peristernia ustulata），是新腹足目旋螺科Peristernia属的一种。主要分布于越南、印度尼西亚、台湾，常栖息在浅海。

var. luchuana